# Столичани в повече
„Столичани в повече“ е българска комедийна драма, излъчваща се по bTV. Изпълнителни продуценти са Евтим Милошев и Любо Нейков от „Dream Team Productions“. Сериалът се излъчва в праймтайма на bTV. В сериала участват известни български актьори, като Любо Нейков, Албена Павлова, Стоянка Мутафова, Кръстю Лафазанов, Силвия Лулчева, Христо Гърбов.

## Сезони

### Сезон 6
След низа от финансови несгоди на двете вечно враждуващи семейства от Извор, късметът може и да им се усмихне. Но фамилните и междусъседски войни няма да секнат. Лидерите на „клановете” Чеканови и Лютови ще се изправят един срещу друг, но този път в контекста на доста по-коварна и непредвидима ситуация.

### Сезон 7
Темите за властта, за неработещата правна система, за здравната система, както и несъстоятелността на политическата класа като цяло, ще бъдат в основата на новите сюжетни линии в сезона. Заедно с тях, фокусът е върху проблематиката на младите хора в днешно време, тяхната психология, техните въжделения, тяхното разграничаване от поколението на родителите им и тяхното разбиране за любовта. След като успяха да влязат в листата на новосформираната партия „Елит”, скандалите стават неизменна част от ежедневието на Рангел и Славка, които са изправени пред ново предизвикателство - направата на нов закон, свързан с демографската криза. Ситуацията около Пацо, арестуван като Константин, все повече се заплита след като той изчерпва всички законни пътища за разкриването на истината около неговото задържане. Нова любовна история за пореден път ще се вмъкне в семейство Лютови. В края на миналия сезон Йовка се завърна при Спас, заедно с Кипър. В този сезон Андрей Лютов, потиснат и изоставен от безследно изчезналата в предния сезон Дарина, ще се впусне в дълбините на любовта. След изгонването му от църквата, отец Григорий започва да проповядва и „лекува” хората. Заедно с Ганчо започват обща търговия, която обаче ще му „струва” скъпо.

### Сезон 8
Нови сюжетни линии, част от които са свързани с най-актуалната тема – връзките между властта и „задкулисието”. Още с първия епизод зрителите стават свидетели на неочакваната ситуация в страната, възникнала 45 дни след провеждането на референдума за размножаване. Рангел Чеканов е направил палатков лагер в градинката зад Парламента, като е обявил гладна стачка срещу решението. Дали ще успее да прокара своите популистки лозунги и искрен ли е пред хората, ще стане ясно в новия сезон на комедийния сериал. Междувременно Славка изживява много трудно народния бунт, като през последните 45 дни дори не е излизала навън и се опитва да си уреди дипломатическа служба в чужбина. В този сезон Пацо най-после ще се окаже на свобода, отец Григорий, който бе изгонен от църквата, ще положи усилия да изчисти имиджа си и да се върне на работа. Спас Лютов отново ще отправи поглед към бързите пари. Този път това ще са парите на Йовка, цели 20 хиляди лева, които тя е спечелила от първата си издадена книга... на сексуална тематика.

### Сезон 9
Рангел Истината е лицето, с чиято нова история зрителите на bTV ще „отпразнуват” първата си среща с новия сезон на „Столичани в повече”. Бившият вече служебен министър-председател е с мярка неотклонение и първият в България, на когото е приложена нова технология – GPS –гривна, която ограничава периметъра му на движение само в София. Проблемите на Рангел стават още по-големи, когато научава от любовницата си Лили, че започва ремонт на кабинета, а там Чеканов е скрил... тефтерчето си. На всичкото отгоре съпругата му Гълъбина продължава да ревнува. За Йордан и Славка новият сезон започва с едно дете и една снаха по-малко. Яна, която вече е на 16 години ги запознава с ... Мони, студент първа година по социология. Следва скандал, в резултат на който Яна решава да напусне дома. Йордан и Славка имат и още грижи на главата – не само бизнесът на Спас не върви, но и личният му живот. Първородният син на Лютови вече не е семеен мъж, защото двамата с Йовка са разведени. Спас се опитва да продаде ресторанта, чийто единствен служител е Пацо, но за съжаление неуспешно. За сметка на това бизнесът на другия им син – Андрей, процъфтява. Това обаче поражда конфликт между него и съдружникът му Пепи, който е твърдо решен да си направи нова самостоятелна фирма. Отец Григорий става „моралният стожер” в „града на греха” – Студентски град. Още с пристигането му в бл.29 пред него пада найлонова тобра с боклук, а първото нещо, което вижда в своя нов дом е... стена, покрита с дамско бельо. Този шедьовър е дело на съквартиранта на попа, Цанко. Ролята на студентът по музика е поверена на 100 кила.

### Сезон 10
Епизодите от десети сезон ще представят темата за падналото от небето богатство. Сюжетната линия се заплита след голям банков обир, на който Спас Лютов случайно присъства. Това събитие ще промени рязко живота на всички герои в „Столичани в повече”, защото всеки един от тях в различен момент ще се докосне до тях. Първи на чувала с парите попада отец Григорий. Събитията се завъртат така неочаквано, че парите попадат в двете семейства Чеканови и Лютови. Тогава те се изправят пред дилемата да бъдат честни или да бъдат богати.  Дали полицията ще успее да открие парите, или крадците ще ги стигнат първи, зависи единствено от тях. Същевременно Андрей Лютов и компания, търсят мистериозната смехотворна икона, но докъде ще ги отведе това търсене? 

### Сезон 11
В него, добре познатите и любими герои – Лютови, Чеканови и техните приятели, се забъркват в нови приключения, а мястото, където това се случва е ... Извор. Двете вече приятелски семейства продължават да се борят с финансовите си затруднения, а в новия сезон хората с парите са Яна и Радко. След трусове и наводнения, героите ще се завърнат в Извор, където ще се срещнат с новия кмет, а също и с вече освободения Константин Цеков. Сред бежанци и НПО-та, село Извор е на ръба на изчезване, а в новия сезон, той дори няма да е част от Голяма община!

## Епизоди

### В България
Първи сезон се излъчва през пролетен ТВ сезон 2011 г., всяка сряда от 21:00 часа по bTV. Премиерата му е на 23 март, а краят на сезона – на 25 май. Дебютният сезон се снима през зимата на 2010/11 г. Втори сезон се снима през лятото на 2011 г. и започва да се излъчва по телевизията от 28 септември, като денят и часът се запазват – сряда от 21:00 часа. Трети сезон се излъчва от март 2012 г. като част от „Сезонът на българските сериали – Триумфът“. Четвърти сезон, заедно със сериалите от т.нар. „втора вълна“ български сериали в ефира на bTV се излъчва през есента на 2012 г. Пети сезон е обявен да стартира на 6 март, но поради обявения по-късно Ден на национален траур в памет на Пламен Горанов, стартът е отложен с една седмица – сезонът стартира на 13 март и приключва на 12 юни. Снимките на сезон 5 са през есента на 2012 г.Шести сезон започва на 18 септември 2013 г. в традиционния ден и час за сериала – сряда от 21:00 часа и приключва на 18 декември 2013 г. Снимките на сезон 6 са през 
зимата на 2012/13 г.Седми сезон започва на 5 март 2014 г. отново в сряда, но с нов час – от 21:30 часа и приключва на 28 май 2014 г. Снимките на сезон 7 са през зимата на 2013/14 г. Осми сезон започва на 6 март 2015 г., часът на излъчване се запазва, но с нов ден на излъчване – петък и приключва на 29 май 2015 г. Снимките на сезон 8 са през лятото на 2014 г. Снимките на сезон 9 започват на 5 март 2015 г. Той стартира на 25 септември 2015 г., като часът и денят на излъчване се запазват. В края на излъчването на сезон 9, започнаха и снимките за нов сезон 10 през зимата на 2015/16 г.. През пролетта на 2017 г. започва единадесетият сезон. Снимките са през лятото на 2016 г. Той един от най – интересните сезони. Денят на излъчване остава непроменен и се излъчва отново от 21:00 часа. Сезон 12 започва през пролетта на 2018 г., като часът и денят на излъчване се запазва. Снимките са му през есента на 2016 г. Първоначално 12-и сезон трябваше да е последен сезон, но сериалът е удължен с още един сезон. 13-и сезон стартира на 1 март 2019 г. и приключва на 24 май 2019 г. Снимките на сезон 13 са през зимата на 2018/19 г.
Първото повторение на целият сериал започва на 14 май 2019 г. и завършва на 6 януари 2020 г. Второто започва на 14 декември 2020 г. и завършва на 6 август 2021 г. Третото започва на 14 ноември 2022 г. и завършва на 17 май 2023 г.

#### Оригинално излъчване
| Сезон | Сезон | Време на излъчване | ТВ Сезон      | Епизоди | Премиера          | Финал            | Времетраене | Подзаглавие           |
| ----- | ----- | ------------------ | ------------- | ------- | ----------------- | ---------------- | ----------- | --------------------- |
|       | 1     | Cряда, 21:00       | 2011 (пролет) | 10      | 23 март 2011      | 25 май 2011      | 45 минути   |                       |
|       | 2     | Cряда, 21:00       | 2011 (есен)   | 13      | 28 септември 2011 | 21 декември 2011 | 45 минути   |                       |
|       | 3     | Cряда, 21:00       | 2012 (пролет) | 14      | 7 март 2012       | 6 юни 2012       | 45 минути   |                       |
|       | 4     | Cряда, 21:00       | 2012 (есен)   | 14      | 19 септември 2012 | 19 декември 2012 | 45 минути   |                       |
|       | 5     | Cряда, 21:00       | 2013 (пролет) | 14      | 13 март 2013      | 12 юни 2013      | 45 минути   |                       |
|       | 6     | Cряда, 21:00       | 2013 (есен)   | 14      | 18 септември 2013 | 18 декември 2013 | 45 минути   |                       |
|       | 7     | Cряда, 21:30       | 2014 (пролет) | 13      | 5 март 2014       | 28 май 2014      | 45 минути   |                       |
|       | 8     | Петък, 21:30       | 2015 (пролет) | 13      | 6 март 2015       | 29 май 2015      | 45 минути   |                       |
|       | 9     | Петък, 21:30       | 2015 (есен)   | 13      | 25 септември 2015 | 18 декември 2015 | 45 минути   |                       |
|       | 10    | Петък, 21:30       | 2016 (пролет) | 13      | 11 март 2016      | 3 юни 2016       | 45 минути   |                       |
|       | 11    | Петък, 21:00       | 2017 (пролет) | 13      | 10 март 2017      | 2 юни 2017       | 45 минути   |                       |
|       | 12    | Петък, 21:00       | 2018 (пролет) | 13      | 2 март 2018       | 25 май 2018      | 45 минути   | От страната на шегата |
|       | 13    | Петък, 21:00       | 2019 (пролет) | 13      | 1 март 2019       | 24 май 2019      | 45 минути   | От страната на шегата |

### В чужбина
На 31 юли 2011 година „Столичани в повече“ е продаден в пакет със сериалите „Стъклен дом“ и „Седем часа разлика“, както и с филма „Мисия Лондон“ в Северна Македония, където се излъчва по националния канал „Канал 5“ под името „Комшийски майтап“ („Комшиски Маjтап“). На 2 юни 2016 г. започва излъчване и по bTV International. 

## Актьорски състав

### Основен
| Актьор              | Роля              | Сезон   | Сезон   | Сезон   | Сезон   | Сезон   | Сезон       | Сезон   | Сезон   | Сезон   | Сезон   | Сезон   | Сезон       | Сезон       |     |
| Актьор              | Роля              | 1       | 2       | 3       | 4       | 5       | 6           | 7       | 8       | 9       | 10      | 11      | 12          | 13          |     |
| ------------------- | ----------------- | ------- | ------- | ------- | ------- | ------- | ----------- | ------- | ------- | ------- | ------- | ------- | ----------- | ----------- | --- |
| Любомир Нейков      | Рангел Чеканов    | Основен | Основен | Основен | Основен | Основен | Основен     | Основен | Основен | Основен | Основен | Основен | Основен     | Основен     |     |
| Албена Павлова      | Гълъбина Чеканова | Основен | Основен | Основен | Основен | Основен | Основен     | Основен | Основен | Основен | Основен | Основен | Основен     | Основен     |     |
| Васил Драганов      | Радослав Чеканов  | Основен | Основен | Основен | Основен | Основен | Основен     | Основен | Основен | Основен | Основен | Основен | Основен     | Основен     |     |
| Стоянка Мутафова    | Баба Марийка      | Основен | Основен | Основен | Основен | Основен | Основен     | Основен | Основен | Основен | Основен | Основен | Повтарящ се | н/д         |     |
| Виолета Марковска   | Мария Чеканова    | Основен | Основен | Основен | Основен | н/д     | н/д         | н/д     | н/д     | н/д     | н/д     | н/д     | н/д         | н/д         |     |
| Кръстьо Лафазанов   | Йордан Лютов      | Основен | Основен | Основен | Основен | Основен | Основен     | Основен | Основен | Основен | Основен | Основен | Основен     | Основен     |     |
| Силвия Лулчева      | Славея Лютова     | Основен | Основен | Основен | Основен | Основен | Основен     | Основен | Основен | Основен | Основен | Основен | Основен     | Основен     |     |
| Руслан Мъйнов       | Спас Лютов        | Основен | Основен | Основен | Основен | Основен | Основен     | Основен | Основен | Основен | Основен | Основен | Основен     | Основен     |     |
| Ева Тепавичарова    | Йовка Лютова      | Основен | Основен | Основен | Основен | Основен | Основен     | Основен | н/д     | н/д     | н/д     | Основен | Основен     | н/д         |     |
| Иван Юруков         | Андрей Лютов      | Основен | Основен | Основен | Основен | Основен | Основен     | Основен | Основен | Основен | Основен | Основен | Гост        | н/д         |     |
| Мина Маркова        | Яна Лютова        | Основен | н/д     |         |         |         |             |         |         |         |         |         |             |             |     |
| Ненчо Илчев         | Григорий Чомпалов | Основен | Основен | Основен | Основен | Основен | Основен     | Основен | Основен | Основен | Основен | Основен | Основен     | Основен     |     |
| Христо Гърбов       | Пламен Цеков      | Основен | Основен | Основен | Основен | Основен | Основен     | Основен | Основен | Основен | Основен | Основен | Основен     | Основен     |     |
| Христо Гърбов       | Константин Цеков  | Основен | Основен | Основен | Основен | Основен | Основен     | Гост    | Основен | н/д     | н/д     | Основен | н/д         | н/д         |     |
| Иван Панайотов      | Димо Цеков        | Основен | Основен | Основен | Гост    | н/д     | н/д         | н/д     | н/д     | н/д     | н/д     | н/д     | н/д         | н/д         |     |
| Христина Апостолова | Каролина Гоцевска | н/д     | н/д     | н/д     | н/д     | н/д     | н/д         | н/д     | н/д     | Основен | Гост    | Основен | н/д         | н/д         |     |
| Евелин Костова      | Елеонора Верон    | н/д     | н/д     | н/д     | н/д     | н/д     | н/д         | Основен | Основен | Основен | Основен | Основен | н/д         | н/д         | н/д |
| Петьо Петков        | Петър Пейчев      | н/д     | н/д     | н/д     | н/д     | н/д     | Повтарящ се | Основен | Основен | Основен | Основен | Основен | н/д         | Повтарящ се |     |
| Ралица Паскалева    | Дарина Михайлова  | н/д     | н/д     | н/д     | н/д     | Основен | Основен     | н/д     | н/д     | н/д     | н/д     | н/д     | н/д         | н/д         |     |

### Семейство Лютови
- Кръстю Лафазанов – Йордан Лютов, съпруг на Славка (развежда се с нея в 13-а серия на 13-и сезон), баща на Андрей, Спас и Яна; бивш кмет на Извор (1 – 13)
- Силвия Лулчева – Славка Лютова, съпруга на Йордан, майка на Андрей, Спас и Яна; бивш депутат (1 – 13)
- Иван Юруков – Андрей Лютов, син на Йордан и Славка, брат на Спас и Яна, бивш съпруг на Мария; фотограф, репортер и телевизионен продуцент; в 12 сезон, 1 епизод  оповестява, че заминава в Австралия (1 – 12)
- Руслан Мъйнов – Спас Лютов, син на Йордан и Славка, брат на Андрей и Яна, съпруг на Йовка; лекар (1 – 13)
- Ева Тепавичарова – Йовка Лютова, бивша съпруга на Спас, безработна (1 – 7, 11 – 12)
- Мина Маркова – Яна Лютова, дъщеря на Йордан и Славка, сестра на Андрей и Спас; ученичка и бъдеща журналистка (1 – 12)

### Семейство Чеканови
- Любомир Нейков – Рангел Чеканов, съпруг на Гълъбина (развежда се с нея, но се жени отново за нея след като тя приключва връзката си с Пламен Цеков; повторно се развежда с нея в 13-та серия на 13 сезон), баща на Радослав (Радко) и Мария, син на Радул и Марийка; бивш кмет на Извор, бивш инспектор в Столичен инспекторат, бивш депутат, бивш служебен министър-председател (1 – 13)
- Албена Павлова – Гълъбина Чеканова, съпруга на Рангел (развежда се с него, но след като приключва връзката си с Пламен Цеков, се връща при Рангел и отново се омъжва за него; повторно се развежда с Рангел в 13-а серия на 13-и сезон), майка на Мария и Радко; домакиня и готвачка (1 – 13)
- Виолета Марковска – Мария Чеканова-Лютова, дъщеря на Рангел и Гълъбина, сестра на Радко, бивша съпруга на Андрей, бивша годеница на Димо; екскурзовод (1 – 4)
- Васил Драганов – Радослав Чеканов – Радко, син на Рангел и Гълъбина, брат на Мария; бивш шофьор на маршрутка (1 – 13)
- Стоянка Мутафова – Марийка Чеканова, майка на Рангел, баба на Мария и Радко, свекърва на Гълъбина; в 9 сезон за малко отсъства, тъй като е била на дълга почивка; в 12 сезон след смъртта на Фридрих остава да живее във Виена (1 - 12)
- Васил Банов – Радул Чеканов, баща на Рангел, съпруг на Марийка, дядо на Радко и Мария, свекър на Гълъбина; умира в началото на 1 сезон след задавяне с локум; бивш кмет на Извор. В 12 сезон се появява в сънищата на Рангел. (1;12)

### Семейство Цекови
- Христо Гърбов – Пламен Цеков, бивш съпруг на Зоя, баща на Димо, брат-близнак на Константин; собственик на кръчмата в Извор, бивш собственик на ресторант „Вундабар“, след смъртта на брат си наследява цялото му богатство, кмет на Извор (само в 13 с.); приятел на Рангел и Йордан (1 – 13)
- Христо Гърбов – Константин Цеков, чичо на Димо, брат-близнак на Пламен; мафиот, бивш кмет на Извор Умира в 11 сезон след като е взривен в буса на Радко. (1 – 8, 11)
- Иван Панайотов – Димо Цеков, син на Пламен, племенник на Константин; счетоводител, бизнесмен; бивш годеник на Мария (1 – 4)
- Ернестина Шинова – Зоя, бивша съпруга на Пламен, майка на Димо; работила като масажистка в Германия (4 – 6)

### Други
- Ненчо Илчев – отец Григорий (Григор Чомпалов), свещеник в църквата в Извор, бивш представител на Светия Синод в Студентски град в София, бивш телевизионен водещ, изживявал се е и като пророк (1 – 13)
- Веселина Попова – Деси, секретарка в кметството, приятелка на Димо (1 – 4)
- Васил Попов – бай Милчо, приятел на баба Марийка, магазинер (3 - 5)
- Георги Георгиев – Гого – Ангел Балабанов, гинеколог на Йовка, приятел на Спас (3;5)
- Стефан Къшев – Желязко Иванов – Цезара (2 - 3)
- Ярослава Павлова – Калина Страшимирова, партиен PR за кметската кампания на Йордан Лютов (1 - 2)
- Ралица Паскалева – Дарина Михайлова, любовница на Антон, журналистка и колежка на Андрей, дъщеря на Татяна Михайлова (5 – 6)
- Георги Стоянов – Мишо (1 – 4)
- Малин Маринов – шофьор на камион
- Вълчо Камарашев – чичо Васко, човекът отгледал Дарина (5 - 6)
- Василена Атанасова – Татяна Михайлова, майка на Дарина; председател на Женски съюз „Елит“
- Стефания Кочева – Мая Проданова, любовница на Татяна, годеница на Рангел; кандидат-депутат от Женски съюз „Елит“ (5 – 6)
- Ирина Маринова – Стоянка Стоянова, приятелка на Славка; депутат от партия „Елит“, бивш служебен вътрешен министър (4 – 8)
- Петьо Петков – Шайбата – Петър (Пепи) Пейчев, съдружник и приятел на Андрей; телевизионен продуцент и държавен служител (6 – 11;13)
- Евелин Костова – Елеонора Верон, дъщеря на столичния адвокат Борис Верон, бивша годеница на Андрей, приятелка на Камелия, телевизионна водеща (7 – 11)
- Даниела Стамова – Камелия, приятелка на Пепи и Елеонора, телевизионна водеща (7 – 10)
- Каролина Братанова – Мони, секретарка на бившия кмет Константин Цеков
- Любомир Петкашев – Праматаров, бивш депутат и председател на партия „Елит“ (7 – 8)
- Станислава Николова – Лили Петканова, бивша депутатка от партия „Елит“, бивш служебен министър на туризма и бивш служебен вицепремиер, любовница на Рангел (7 – 9)
- Цветелин Павлов – Гергинов, бивш депутат от партия „Елит“, бивш служебен външен министър (7 – 9)
- Симон Шварц – Узунов, бивш депутат от партия „Елит“, бивш служебен министър на земеделието, бивш кмет на Извор (7 – 9;11)
- Иван Джамбазов – чичо Коста
- Милен Миланов – Борис Верон, столичен адвокат, баща на Елеонора  (7 – 8)
- Емануела Шкодрева – Адриана Верон, майка на Елеонора, съпруга на Борис Верон (7 – 8)
- Август Попов – Ганчо, приятел на Йордан Лютов и Пламен Цеков (6 – 7)
- Иван Петрушинов – архимандрит
- Анна Станчева – Милена
- Момчил Михайлов – Гемби, фалшификатор, попогрешка изкаран от затвора от Йордан Лютов (7 – 8)
- Мирослав Пашов – Венко Страшимиров, директорът на затвора (7 – 8)
- Неделя Сярова – Диди, приятелка на Яна
- Стефан Спасов – Николаев
- Никола Додов – Цикорий, секретар на патриаршията, пряк началник на отец Григорий (8 – 13)
- Станислав Пеев – бръснар
- Станислава Ганчева – ТВ репортер
- Ненчо Балабанов – репортер
- Явор Ралинов – репортер
- София Маринкова – Стефи, студентка, бивше гадже на Цанко, бивша съпруга на отец Григорий (9 – 10)
- Георги Низамов – Георги Кръстев, телевизионен продуцент и програмен директор (8 – 9;11)
- Меглена Караламбова – баба Калинка, жителка на Извор (11 – 13)
- Елена Райнова – баба Керана, жителка на Извор (11 – 13)
- Христина Апостолова – Каролина Гоцевска, бивш македонски таен агент, приятелка на Спас (9 – 11)
- Стефан Илиев – Фридрих Ганчев, приятел (и съпруг за няколко часа) на баба Марийка (11 – 12)
- Албена Ставрева – Анастасия, секретарка на патриарха, приятелка на Пламен (10 – 12)
- Вяра Табакова – Гретхен, бивша годеница на отец Григорий, приятелка на Пламен, лична мед. сестра на Фридрих (11 – 12)
- Благовеста Митева – Зухра Сеит-Чеканова, сирийка-бежанка и съпруга на Радко (11 – 12)
- Александър Иванов – Амир Сеит, сириец-бежанец и брат на Зухра (11 – 12)

### Гостуващи актьори

#### 1 сезон
- Преслава – себе си, подкрепяща кандидатурата на Рангел Чеканов за поредния му мандат като кмет

#### 2 сезон
- Георги Калоянчев – Георги, първата любов на баба Марийка Чеканова
- Орлин Горанов – Венелин Драганов, писател

#### 3 сезон
- Деси Слава – Вяра Тонева, известна поп певица, взискателен гост в хотела на Лютови

#### 4 сезон
- Милена Живкова – заместник-министър на екологията
- Дони – Тони, поп певец

#### 5 сезон
- Ралица Ковачева-Бежан – съпругата на Антон
- Даниел Цочев – Антон, любовник на Дарина
- Атанас Михайлов – алпинист
- Христо Стоичков – Господ (Бог)
- Неда Спасова – сервитьорка

#### 6 сезон
- Теодор Елмазов – детектив
- Васил Бинев – Стефан, стар приятел на Гълъбина от детинство
- Пламен Пеев – адвокат
- Мариан Маринов – Мурсалийски, депутат
- Тодор Близнаков – Тишо

#### 7 сезон
- Тео Аврамов – рапър
- Карина Ангелова – Маргото
- Азис – Шеф Петров, готвач в затвора
- Константин Лунгов – Силвия Роу, готвач в затвора
- Георги Спасов – Недко Миленков, съкилийник на Пацо и Швабата
- Димитър Ковачев – Фънки – Валентин Петров – Швабата, съкилийник на Пацо и Миленков
- Светлана Терзиева – Сесил (във финалните надписи като Светлана Славкова) – Снобка № 1
- Христо Узунов – Чилингиров, депутат от опозицията
- Николай Кимчев – Маргарит Захариев, собственик на издателска къща „Апостроф 22“ (издател)
- Гергана Забунова – Гери Колева, РИОКОЗ
- Петър Кьосев – Стивън Русев, психолог на Елеонора и приятел на баща ѝ - адв. Верон
- Камен Иванов и Йордан Данчев – агенти на ДАНС

#### 8 сезон
- Мария Илиева – Мария Скала, оперна певица, приятелка на Константин Цеков
- Николай Младенов – Цвятко Бумбаров, най-нашумелият режисьор в Операта
- Нина Арнаудова – портиерка в Операта
- Джулиана Гани – рекламно лице на бастуните на Спас
- Илия Добрев – генерал Анев
- Николай Калчев – генерал Боев
- Иван Несторов – генерал Вангелов
- Любомир Бъчваров – генерал Горанов
- Христо Христов – управител на ресторант „Пантарей“

#### 9 сезон
- Благой Георгиев – себе си, познат на баба Марийка
- Евгени Будинов – адвокат
- Роберт Янакиев – прокурор
- Веселин Ранков – проф. Божев, преподавател по стопанска история
- 100 Кила - Цанко, студент
- Дует Ритон – себе си, участници в телевизионен формат „Семейно презареждане“
- Елизабет Методиева – Кафявата Златка

#### 10 сезон
- Любо Ганев – себе си, заместник-шеф на БОК
- Иван Налбантов – Еленко, акордеонист и ръководител на оркестър Чичопей
- Огнян Дочев – чичо Йоцо, тъпанджия в оркестър Чичопей
- Стефан Данаилов – Патриархът на Българската православна църква
- Георги Кадурин – следовател Стефанов
- Владимир Зомбори – следовател Попов
- Тони Димитрова – себе си, позната на Панкратий
- Добрин Досев - Гробчо, крадец, обрал банка „Витоша“
- Александър Димов - крадец, обрал банка „Витоша“

#### 11 сезон
- Иван Радуловски – един от малкото, чиято къща в Извор не е закупена (в началото на сезона) от Константин Цеков
- Свежен Младенов – американецът, решил (впоследствие отказал се) да инвестира в ГМО продукти заедно с Йордан в Извор

#### 12 сезон
- Веселин Калановски – личен нотариус на Константин Цеков и настоящ на брат му - Пламен Цеков
- Тамара Войс – съдия при предварителното изслушване на Радко
- Кирил Бояджиев – Йоргос Ципрас, бивш съпруг на Йовка
- Андреа – длъжностно лице
- Дара – себе си
- Йордан Йовчев – служител на НСО
- Кирил Николов – Дизела – себе си
- Евтим Милошев – Лошев, телевизионен продуцент

#### 13 сезон
- Георги Стайков – Калоянов
- Александър Хегедюш – Боби, дясната ръка на Калоянов
- Петър Калчев – бизнесмен
- Ралица Ковачева-Бежан – Кремена
- Рада Кайрякова – Вероника, любовница на Йордан Лютов
- Владислав Карамфилов – Денизов, търговец на медицинска апаратура
- Китодар Тодоров – охранител
- Алфредо Торес и Розалия Абгарян – агенти от Интерпол

## Любопитни факти
Първи сезон прави фурор сред зрителите и за много кратко време сериалът набира огромна популярност, което е и причината да се заснемат почти три пъти повече серии от първоначално планираните.
Взети поотделно и събрани в едно, характерностите, олицетворяващи телевизионното село Извор, произхождат от истинските: с. Извор, община Сливница (чешмата с лековита вода), и с. Извор, община Радомир (езерото Извор).
Заснето е в покрайнините на софийските села Панчарево (сезон 1 – 4; сезон 11 – 12), комплекс „Царско село“ (сезон 4 – 6), ж.к „Мотописта“ (сезон 7 – 8), ж.к „Младост“ (сезон 9 – 10) и Банкя (сезон 13). Любопитно е, че сезоните 1-4, 11-12 и по-конкретно сцените в общината, са снимани наистина в община Панчарево, като екипът е работил през почивните дни и вечерите. Кметът на района е отдал кабинета си за снимките.
В трети сезон Руслан Мъйнов преминава на специален хранителен режим и в пети сезон героят му Спас Лютов се появява рязко отслабнал. В седми сезон Спас, е вече с над 40 килограма по-слаб.
Ева Тепавичарова (в ролята на Йовка жената на Спас) е бременна в седми сезон и впоследствие отсъства три сезона поради майчинство (8 – 10 вкл.).
Виолета Марковска (в ролята на Мария Чеканова) се появява все по-рядко в четвърти сезон, а Иван Панайотов (в ролята на Димо Цеков бившият годеник на Мария) отсъства почти целия четвърти сезон. Преди началото на пети сезон става ясно, че и двамата актьори няма да продължат в сериала.
Мина Маркова, която играе Яна, дъщерята на Лютови, е дъщеря на Албена Павлова (Гълъбина Чеканова) и Емил Марков (главен сценарист на сериала и познат на зрителите в ролята на доцент Захариев от „Откраднат живот“).
Първоначално дванадесети сезон е трябвало да бъде финален, но поради зрителския интерес е направен и тринадесети сезон.
В сериала също своя дебют прави актрисата Диана Димитрова.
С първа изява в телевизионен сериал тук играят и актрисите: Ралица Паскалева като Дарина Михайлова, колежка на Андрей Лютов (сезон 5 – 6) и Неда Спасова като сервитьорка в ресторанта на Пацо (сезон 5 – 6).
В сериала последните си роли играят: Георги Калоянчев (1925 – 2012 г.), Васил Попов (1934 – 2015 г.), Илия Добрев (1942  – 2016 г.), Никола Анастасов (1932 – 2016 г.), Стефан Илиев (1935 – 2018 г.), Стефан Данаилов (1942 – 2019 г.), Стоянка Мутафова (1922 – 2019 г.), Вълчо Камарашев (1937 – 2020 г.), Иван Налбантов (1940  – 2021 г.) и Симон Шварц (1963 – 2021 г.).